# Іван Граф
Іван Граф (хорв. Ivan Graf; нар. 17 червня 1987, Загреб, Югославія) — хорватський футболіст, захисник карагандинського «Шахтаря».

## Життєпис
Вихованець загребської команди «Кустошия», де його тренером був Томислав Боларич, та загребського «Динамо». У 2008 році виступав за аматорську команду «Загреб АМА», у Кубку регіонів УЄФА. З 2007 по 2009 рік виступав за клуб «Врапче» з Загреба в Третій лізі Хорватії. Загалом за команду зіграв 56 матчів і забив 21 м'яч.
Влітку 2009 року потрапив у словенський клуб «Примор'є». У сезоні 2009/10 років клуб став переможцем другої ліги Словенії та вийшов у Першу лігу. Граф став одним з основних гравців «Примор'я», зіграв 23 матчі і відзначився 4-а голами. Наступного сезону провів 16 матчів у чемпіонаті Словенії. Залишив команду через фінансові проблеми в клубі, також у нього закінчився контракт. Після цього, до нього почали проявляти інтерес такі клуби як: «Домжале», «Славен Белупо» та «Шибеник».
Наприкінці січня 2011 року прибув на перегляд у сімферопольську «Таврію». У команді дебютував 20 січня 2011 року в товариському матчі проти казахстанського «Шахтаря» (2:1). 1 березня того ж року підписав контракт з «Таврією» за схемою «1 + 1», Граф взяв собі 7-й номер на футболці. У Прем'єр-лізі України дебютував 2 квітня 2011 року в домашньому матчі проти луганської «Зорі» (0:0). Усього в сезоні 2010/11 років Граф провів у чемпіонаті 8 матчів, в яких отримав 3 жовті картки. Також він зіграв в 1 грі молодіжної першості України.
У сезоні 2011/12 років він виступав в основному в молодіжному чемпіонаті, де провів 11 матчів і забив 1 м'яч. У чемпіонаті України він провів всього 1 матч. Після того, як Дмитро Селюк став віце-президентом «Таврії», з Графом 1 листопада 2011 року було достроково розірвано контракт за взаємною згодою сторін і він покинув клуб разом з групою інших футболістів вільним агентом.
У січні 2012 року перейшов у загребский клуб «Лучко», який виступає в чемпіонаті Хорватії. У 2013 році перейшов до «Загреба». У липні того ж року перейшов до сусіднього клубу «Істра 1961». Дебютував за нову команду в переможному (3:1) поєдинку проти «Осієка», в якому на 58-й хвилині відзначився голом.
Напередодні старту сезону 2015 року Граф приєднався до складу представника Прем'єр-ліги Казахстану «Іртиш» (Павлодар), в липні того ж року з'явилися чутки про те, що він залишив команду, проте в січні 2016 року Іван підписав з клубом новий 1-річний контракт. Напередодні початку сезону 2016 року Граф приєднався до «Кайсару».

## Досягнення
- Друга ліга Словенії
  -  Чемпіон (1): 2009/10
- Володар Кубка Казахстану (1):

Кайсар: 2019